# Plebicula icaroides
Plebicula icaroides är en fjärilsart som beskrevs av Sauruck 1927. Plebicula icaroides ingår i släktet Plebicula och familjen juvelvingar. Inga underarter finns listade i Catalogue of Life.